# Copa de Francia de Fútbol 2014-15
La Copa de Francia 2014-15 fue la edición 98 del más prestigioso torneo del fútbol francés. El campeón accede a la fase de grupos de la Liga Europa de la UEFA 2015-16, salvo que se haya clasificado para la Liga de Campeones vía la Ligue 1, en cuyo caso dicho cupo para la Liga Europa pasará al cuarto clasificado de la Liga. 
El sistema de juego el mismo que en los años anteriores: participan los equipos de fútbol asociados a la Federación Francesa de Fútbol, compitiendo a partido único en diferentes rondas en función de su categoría. Los cruces se sortean, y si los equipos emparejados son de categorías distintas, el de la división menor obtiene la ventaja de jugar en su estadio.

## Equipos participantes
| - RC Strasbourg - SR Colmar - Illkirch Graffenstaden - US Sarre-Union - FC St. Etienne Seltz - FC Saverne - FC Saint-Louis Neuweg - SC Dinsheim - FC Mulhouse - FC Libourne - Genêts Anglet - Trélissac FC - US Lormont - Stade Bordelais - FC des Graves - Vendée Luçon - Poiré-sur-Vie - USJA Carquefou - SO Cholet - USSA Vertou - Voltigeurs de Châteaubriant - JSC Bellevue Nantes - Vendée Fontenay Foot - AS Yzeure - Aurillac FCA - Le Puy Foot 43 Auvergne - RC Vichy - AS Moulins - US Avranches - FC Saint-Lô Manche - AST Deauville - SC Herouvillais - Montceau Bourgogne - FC Chalon - CO Avallonnais - CS Louhans-Cuiseaux - AS Graces - JD Argentré-du-Plessis - AS Vitré - US Concarneau - US Saint-Malo - Stade Plabennecois - Stade Pontivyen - AS Plobannalec-Lesconil - AG Plouvorn - Dinan-Léhon FC - GSI Pontivy - AS Ginglin-Cesson - FC Guichen - AGL Drapeau Fougères - Eglantine Vierzon | - Blois Foot 41 - Vierzon Foot 18 - USM Saran - FC Chauray - US Chauvigny - FC Bressuire - CA Meymacois - ES La Rochelle - ESA Brive - CS Sedan Ardennes - CO Saint-Dizier - Sainte-Savine Rivière de Corps - EF Reims Sainte-Anne Chatillons - Borgo FC - SC Bocognano Gravona - CA Pontarlier - Jura Sud Lavans - SC Clémenceau Besançon - ES Paulhan Pezenas - RCO Agde - Olympique Alès - AF Lozère - FC Petit-Bard Montpellier - Sarreguemines FC - SAS Épinal - AS Morhange - FC Saint Mihiel - AS Pagny-sur-Moselle - ES Villerupt Thil - US Forbach - Le Mans FC - US St-Berthevin - ES Bonchamp - FC Martigues - GS Consolat - FC Istres - US Marseille Endoume - Étoile Fréjus Saint-Raphaël - Marssac Rivières Senouillac Rives du Tarn - Séméac Olympique - Balma SC - Auch Football - Tarbes Pyrénées Football - Toulouse Rodéo FC - US Maubeuge - AC Cambrai - Iris Club Croix Football - FC Loon-Plage - FC Lille sud - Arras FA - US Boulogne | - Stade Béthunois FC - AS Marck - US Nœux-les-Mines - USL Dunkerque - Calais RUFC - US Saint-Omer - CMS Oissel - US Quevilly - ESM Gonfreville - US Lillebonne - Paris FC - FCM Aubervilliers - US Créteil-Lusitanos - US Fleury-Mérogis - Sainte-Geneviève Sports - CS Meaux - Olympique Noisy-le-Sec - Red Star F.C. - AS Saint-Ouen-l'Aumône - Champigny F.C. 94 - AF Bobigny - FC Chambly - AS Beauvais Oise - Amiens SC - Ailly sur Somme FC - US Laon - RC Clermont - Aix FC - FC Vaulx en Velin - FC Limonest - FC Bourgoin jallieu - AS Saint-Priest - Ain Sud Foot - MOS-3 Rivières FC - AS Lyon-Duchère - Olympique Saint Marcellin - ASF Andrézieux - FC Échirolles - Grenoble Foot 38 - Monts d'Or Azergues Foot - FC Rhône Vallées - Siroco Les Abymes - US Matoury - US Macouria - AS Excelsior - AS Ste Louisienne - AS Tefana - Les Jumeaux M'Zouasia AS - Club Franciscain - Les Aiglons Lamentin |

## Fase final

### Treintaidosavos de final
Los 20 equipos de la Ligue 1 se suman a los 44 equipos ganadores de las eliminatorias anteriores.
| 3 de enero de 2015 | Le Mans FC | 1–3 | Tours FC                                                  | MMArena, Le Mans                                              |                                                               |
|                    | Ibongo 71' |     | Adnane 21' · Bergougnoux 35' (pen.) · Ketkeophomphone 46' | Asistencia: 5,000 espectadores Árbitro(s): Stéphanie Frappart | Asistencia: 5,000 espectadores Árbitro(s): Stéphanie Frappart |

| 3 de enero de 2015 | Stade Brestois 29 | 1–0 | Stade Lavallois | Stade Francis-Le Blé, Brest |                            |
|                    | Grougi 18' (pen.) |     |                 | Árbitro(s): Amaury Delerue  | Árbitro(s): Amaury Delerue |

| 3 de enero de 2015 | Red Star                  | 2–1 | AC Arles-Avignon | Stade de Paris, Saint-Ouen                               |                                                          |
|                    | Bouazza 47' · Belvito 65' |     | Bennacer 26'     | Asistencia: 2,385 espectadores Árbitro(s): Philippe Kalt | Asistencia: 2,385 espectadores Árbitro(s): Philippe Kalt |

| 3 de enero de 2015 | AC Bobigny | 0–3 | Evian                                | Stade Auguste Delaune, Saint-Denis |                                   |
|                    |            |     | Camus 68' · Nielsen 76' · Wass 90+3' | Árbitro(s): Jean-Charles Cailleux  | Árbitro(s): Jean-Charles Cailleux |

| 3 de enero de 2015 | US Créteil-Lusitanos | 1–3 | Reims                                         | Stade Dominique Duvauchelle, Créteil |                                    |
|                    | Ayi 46'              |     | Diego 39' · Charbonnier 48' · de Préville 57' | Árbitro(s): Alexandre Perreau Niel   | Árbitro(s): Alexandre Perreau Niel |

| 3 de enero de 2015 | Nantes                                                             | 4–0 | Club Franciscain | Stade de la Beaujoire, Nantes |                           |
|                    | Déaux 15' · Narcissot 32' (o.g.) · Rongier 78' · Vizcarrondo 90+1' |     |                  | Árbitro(s): Olivier Thual     | Árbitro(s): Olivier Thual |

| 3 de enero de 2015 | US Boulogne                              | 5–4 | US Sarre-Union                          | Stade de la Libération, Boulogne-sur-Mer |                            |
|                    | Mercier 32' 45+1' 45+4' 73' · Gbizie 52' |     | Riff 47' · Belktati 62' · Hayef 66' 84' | Árbitro(s): Thomas Léonard               | Árbitro(s): Thomas Léonard |

| 3 de enero de 2015 | Jura Sud Lavans             | 3–0 | FC Saint-Louis Neuweg | Stade Municipal de Moirans, Moirans-en-Montagne |                            |
|                    | Oliveri 5' · Mbaiam 70' 90' |     |                       | Árbitro(s): Didier Falcone                      | Árbitro(s): Didier Falcone |

| 3 de enero de 2015 | ASF Andrézieux               | 2–0 | AS Saint-Priest | Stade Roger Baudras, Andrézieux-Bouthéon |                           |
|                    | Causevic 86' · Mangara 90+1' |     |                 | Árbitro(s): Florent Batta                | Árbitro(s): Florent Batta |

| 3 de enero de 2015 | Valenciennes               | 2–0 | Nice | Stade du Hainaut, Valenciennes |                            |
|                    | Coulibaly 11' · Poepon 44' |     |      | Árbitro(s): Benoît Bastien     | Árbitro(s): Benoît Bastien |

| 3 de enero de 2015 | US Avranches | 1–0 | Lorient | Stade René Fenouillère, Avranches |                             |
|                    | Niakaté 59'  |     |         | Árbitro(s): Stéphane Jochem       | Árbitro(s): Stéphane Jochem |

| 3 de enero de 2015 | Poiré-sur-Vie                       | 3–1 | Stade Plabennecois | Stade de l'Idonnière, Le Poiré-sur-Vie |                             |
|                    | Das Neves 80' (pen.) · Sarr 83' 89' |     | Bellec 28'         | Árbitro(s): Sylvain Palhies            | Árbitro(s): Sylvain Palhies |

| 3 de enero de 2015 | FC Bressuire     | 2–1 | Amiens SC | Stade Alain Metayer, Bressuire |                            |
|                    | Gireault 25' 30' |     | Nsamé 8'  | Árbitro(s): Olivier Husset     | Árbitro(s): Olivier Husset |

| 3 de enero de 2015 | Vendée Luçon Football | 0–1 | LB Châteauroux | Stade Jean de Mouzon, Luçon |                          |
|                    |                       |     | Plessis 58'    | Árbitro(s): Johann Hamel    | Árbitro(s): Johann Hamel |

| 3 de enero de 2015 | US Concarneau | 1–0 | Chamois Niortais F.C. | Stade Guy Piriou, Concarneau |                              |
|                    | Koré 27'      |     |                       | Árbitro(s): Yohann Rouinsard | Árbitro(s): Yohann Rouinsard |

| 3 de enero de 2015 | US Quevilly                                     | 3–3 (t. s.)(5–3 p.)        | US Orléans                         | Stade Amable Lozai, Le Petit-Quevilly |                            |
|                    | Géran 1' 21' · Sarr 13'                         |                            | Louisy-Daniel 45+2' 62' · Puyo 66' | Árbitro(s): Hamid Guenaoui            | Árbitro(s): Hamid Guenaoui |
|                    |                                                 | Tiros desde el punto penal |                                    |                                       |                            |
|                    | Mortoire · Archimbaud · Colinet · Steppé · Sarr |                            | Tomas · Puyo · Benmeziane · Loriot |                                       |                            |

| 3 de enero de 2015 | US Saint-Omer | 0–5 | Croix Iris Club                                                   | Stade Gaston Bonnet, Saint-Omer |                            |
|                    |               |     | De Araujo 20' · Lorthiois 43' · Bekhechi 68' 84' · Oumedjeber 80' | Árbitro(s): Emmanuel Caron      | Árbitro(s): Emmanuel Caron |

| 3 de enero de 2015 | Bastia       | 2–0 | Lille | Stade Armand Cesari, Bastia |                           |
|                    | Ayité 5' 24' |     |       | Árbitro(s): Wilfried Bien   | Árbitro(s): Wilfried Bien |

| 4 de enero de 2015 | SAS Épinal | 1–2 | Metz                  | Stade de la Colombière, Épinal |                             |
|                    | Touati 11' |     | Milán 15' · N'Daw 53' | Árbitro(s): Frank Schneider    | Árbitro(s): Frank Schneider |

| 4 de enero de 2015 | AS Pagny-sur-Moselle | 1–3 | AS Yzeure                    | Stade des Fonderies, Blénod-lès-Pont-à-Mousson |                            |
|                    | Hernández 85'        |     | Sohier 36' · Chastan 59' 68' | Árbitro(s): Aurélien Petit                     | Árbitro(s): Aurélien Petit |

| 4 de enero de 2015 | Nîmes Olympique | 0–2 | Monaco                    | Stade des Costieres, Nimes   |                              |
|                    |                 |     | Silva 33' · Germain 90+5' | Árbitro(s): Alexandre Castro | Árbitro(s): Alexandre Castro |

| 4 de enero de 2015 | Lens                                    | 2–3 | Lyon                                       | Stade de l'Épopée, Calais |                           |
|                    | El Jadeyaoui 75' (pen.) · Coulibaly 89' |     | Fekir 5' · Lacazette 14' (pen.) · Dabo 30' | Árbitro(s): Fredy Fautrel | Árbitro(s): Fredy Fautrel |

| 4 de enero de 2015 | AS Beauvais Oise | 0–0 (t. s.)(5–6 p.) | SO Cholet | Stade Pierre Brisson, Beauvais |  |
|                    |                  |                     |           | Árbitro(s): François Letexier  |  |

| 4 de enero de 2015 | USL Dunkerque | 1–2 | Rennes          | Stade Marcel-Tribut, Dunkerque |                           |
|                    | Aabiza 3'     |     | Doucouré 2' 27' | Árbitro(s): Benoît Millot      | Árbitro(s): Benoît Millot |

| 4 de enero de 2015 | GS Consolat                             | 3–0 | Ajaccio | Stade de la Martine, Marsella |                          |
|                    | Diawara 35' · Amiri 42' · Gigliotti 80' |     |         | Árbitro(s): Saïd Ennjimi      | Árbitro(s): Saïd Ennjimi |

| 4 de enero de 2015 | Auxerre     | 1–0 | Strasbourg | Stade de l'Abbé Deschamps, Auxerre |                           |
|                    | Gragnic 45' |     |            | Árbitro(s): William Lavis          | Árbitro(s): William Lavis |

| 4 de enero de 2015 | Burdeos                       | 2–1 | Toulouse              | Stade Jacques Chaban-Delmas, Burdeos |                             |
|                    | Touré 10' (pen.) · Traoré 71' |     | Ben Yedder 84' (pen.) | Árbitro(s): Lionel Jaffredo          | Árbitro(s): Lionel Jaffredo |

| 4 de enero de 2015 | Saint-Étienne | 1–0 (t. s.) | AS Nancy | Stade Geoffroy-Guichard, Saint-Étienne |                            |
|                    | Tabanou 97'   |             |          | Árbitro(s): Clément Turpin             | Árbitro(s): Clément Turpin |

| 4 de enero de 2015 | Dinan-Léhon FC | 0–3 | Guingamp                   | Stade du Roudourou, Guingamp  |                               |
|                    |                |     | Beauvue 51' 64' · Pied 81' | Árbitro(s): Bartolomeu Varela | Árbitro(s): Bartolomeu Varela |

| 4 de enero de 2015 | Caen                   | 2–3 (t. s.) | Dijon FCO                            | Stade Michel d'Ornano, Caen |                          |
|                    | Kanté 17' · Adéoti 45' |             | Diallo 38' · Diony 80' · Mollet 105' | Árbitro(s): Ruddy Buquet    | Árbitro(s): Ruddy Buquet |

| 4 de enero de 2015 | Grenoble Foot 38                            | 3–3 (t. s.)(5–4 p.) | Marsella                 | Stade des Alpes, Grenoble     |                               |
|                    | Nasrallah 10' · Hachi 48' · Bengriba 120+1' |                     | Gignac 6' 33' · Ayew 98' | Árbitro(s): Sébastien Moreira | Árbitro(s): Sébastien Moreira |

| 5 de enero de 2015 | Montpellier | 0–3 | Paris Saint-Germain                          | Altrad Stadium, Montpellier   |                               |
|                    |             |     | Chantôme 63' · Ibrahimović 79' · Lucas 90+1' | Árbitro(s): Sébastien Desiage | Árbitro(s): Sébastien Desiage |

### Dieciseisavos de final
| 20 de enero de 2015 | AS Yzeure                      | 2–0     | Valenciennes FC | Stade de Bellevue, Yzeure |  |
|                     | Jous 27' (pen.) · Rousseau 46' | Reporte |                 |                           |  |

| 20 de enero de 2015 | US Concarneau  | 1–0 (t. s.) | Dijon FCO | Stade Guy Piriou, Concarneau |  |
|                     | Gourmelon 105' | Reporte     |           |                              |  |

| 20 de enero de 2015 | US Avranches | 0–3 (t. s.) | FC Metz                                     | Stade René Fenouillière, Avranches |  |
|                     |              | Reporte     | N'Daw 94' · Sarr 96' · Schur 115' (autogol) |                                    |  |

| 20 de enero de 2015 | US Quevilly                           | 1–1 (t. s.)(3–1 p.)        | SC Bastia                             | Stade Amable Lozai, Le Petit-Quevilly |  |
|                     | Sarr 115'                             | Reporte                    | Cissé 107'                            |                                       |  |
|                     |                                       | Tiros desde el punto penal |                                       |                                       |  |
|                     | Firmin · Ouahbi · Colinet · Beaugrard |                            | Romaric · Djiku · Vincent · Peybernes |                                       |  |

| 20 de enero de 2015 | Jura Sud Lavans | 0–1     | AJ Auxerre | Stade Muncipal de Moirans, Moirans-en-Montagne |  |
|                     |                 | Reporte | Kılıç 36'  |                                                |  |

| 20 de enero de 2015 | ASF Andrézieux | 1–2 | Croix Iris Club            | Stade Roger Baudras, Andrézieux-Bouthéon |  |
|                     | Frossard 39'   |     | Bekhechi 31' · Hassani 89' |                                          |  |

| 20 de enero de 2015 | Nantes             | 3–2     | Olympique de Lyon        | Stade de la Beaujoire, Nantes |  |
|                     | Bessat 19' 21' 89' | Reporte | Lacazette 5' · Fekir 59' |                               |  |

| 21 de enero de 2015 | Bressuire FC | 0–1 (t. s.) | Poiré-sur-Vie | Stade Alain Metayer, Bressuire |  |
|                     |              |             | Fachan 110'   |                                |  |

| 21 de enero de 2015 | Guingamp                           | 2–0     | LB Châteauroux | Stade du Roudourou, Guingamp |  |
|                     | Beauvue 61' · Giresse 90+3' (pen.) | Reporte |                |                              |  |

| 21 de enero de 2015 | Monaco                    | 2–0     | Evian | Stade Louis II, Montecarlo |  |
|                     | Ocampos 63' · Martial 88' | Reporte |       |                            |  |

| 21 de enero de 2015 | SO Cholet    | 1–3 (t. s.) | Stade Brestois 29                    | Stade Pierre Blouen, Cholet |  |
|                     | N'Doye 90+4' | Reporte     | Laborde 27' 118' · Belghazouani 120' |                             |  |

| 21 de enero de 2015 | US Boulogne | 1–0 | Grenoble Foot 38 | Stade de la Libération, Boulogne-sur-Mer |  |
|                     | Bègue 3'    |     |                  |                                          |  |

| 21 de enero de 2015 | Tours FC                                                 | 3–5 (t. s.) | Saint-Étienne                                                  | Stade de la Vallée du Cher, Tours |  |
|                     | Sall 11' (autogol) · Adnane 75' · Bergougnoux 80' (pen.) | Reporte     | Monnet-Paquet 64' 118' · Van Wolfswinkel 71' 73' · Erdinç 105' |                                   |  |

| 21 de enero de 2015 | Paris Saint-Germain      | 2–1     | Girondins de Burdeos | Parc des Princes, París |  |
|                     | Cavani 13' · Pastore 32' | Reporte | Rolán 46'            |                         |  |

| 22 de enero de 2015 | Rennes                                                                 | 1–1 (t. s.)(5-4 p.)        | Stade de Reims                                                    | Stade de la Route de Lorient, Rennes |  |
|                     | Armand 29' (pen.)                                                      | Reporte                    | Kyei 70'                                                          |                                      |  |
|                     |                                                                        | Tiros desde el punto penal |                                                                   |                                      |  |
|                     | Danze · Fernandes · Habibou · Henrique · Armand · Doucouré · Konradsen |                            | Bourillon · Charbonnier · Courtet · Kyei · Devaux · Conte · Mfulu |                                      |  |

| 23 de enero de 2015 | Red Star FC                       | 2–0 | Marseille Consolat | Stade de Paris, Saint-Ouen |  |
|                     | Allegro 51' · Beziouen 86' (pen.) |     |                    |                            |  |

### Octavos de final
Los partidos de octavos de final se jugaron entre el 10 y el 12 de febrero de 2015.
| 10 de febrero de 2015 | US Boulogne                   | 2–0     | US Quevilly | Stade de la Libération, Boulogne-sur-Mer |                           |
|                       | Gbizié 28' · Gope-Fenepej 84' | Reporte |             | Árbitro(s): Mikael Lesage                | Árbitro(s): Mikael Lesage |

| 10 de febrero de 2015 | Poiré-sur-Vie    | 1–1 (t. s.)(6-7 p.) | Auxerre   | Stade de l'Idonnière, Le Poiré-sur-Vie |                           |
|                       | Loik Dufau 90+2' | Reporte             | Nabab 56' | Árbitro(s): Olivier Thual              | Árbitro(s): Olivier Thual |

| 10 de febrero de 2015 | Croix Iris Club                 | 0–0 (t. s.)(1-4 p.)        | US Concarneau                        | Stade Henri Seigneur, Croix |                             |
|                       |                                 | Reporte                    |                                      | Árbitro(s): Frank Schneider | Árbitro(s): Frank Schneider |
|                       |                                 | Tiros desde el punto penal |                                      |                             |                             |
|                       | Zmijak · Oumedjeber · Lorthiois |                            | Sinquin · Gégousse · Basset · Gargam |                             |                             |

| 10 de febrero de 2015 | Red Star FC | 1–2     | Saint-Étienne                            | Stade Jean Bouin, París   |                           |
|                       | Bouazza 28' | Reporte | Van Wolfswinkel 18' · Cros 80' (autogol) | Árbitro(s): Philippe Kalt | Árbitro(s): Philippe Kalt |

| 11 de febrero de 2015 | AS Yzeure    | 1–3 (t. s.) | Guingamp                       | Stade de Bellevue, Yzeure |                           |
|                       | El Hajri 62' | Reporte     | Mandanne 90+3' 97' · Pied 100' | Árbitro(s): Wilfried Bien | Árbitro(s): Wilfried Bien |

| 11 de febrero de 2015 | Monaco                                      | 3–1     | Rennes             | Stade Louis II, Montecarlo |                          |
|                       | Touré 9' · Wallace 11' · Martial 67' (pen.) | Reporte | Pedro Henrique 34' | Árbitro(s): Tony Chapron   | Árbitro(s): Tony Chapron |

| 11 de febrero de 2015 | Paris Saint-Germain     | 2–0     | Nantes | Parc des Princes, París     |                             |
|                       | Cavani 18' · Cabaye 34' | Reporte |        | Árbitro(s): Stéphane Lannoy | Árbitro(s): Stéphane Lannoy |

| 12 de febrero de 2015 | FC Metz                                      | 0–0 (t. s.)(3-4 p.)        | Stade Brestois 29                         | Stade Saint-Symphorien, Metz |                            |
|                       |                                              | Reporte                    |                                           | Árbitro(s): Amaury Delerue   | Árbitro(s): Amaury Delerue |
|                       |                                              | Tiros desde el punto penal |                                           |                              |                            |
|                       | Falcón · Kashi · Marchal · Lejeune · Choplin |                            | Pelé · Courtet · Moimbé · Ramaré · Khaled |                              |                            |

### Cuartos de final
Los partidos de cuartos de final se jugarán entre el 3 y el 5 de marzo de 2015.
| 3 de marzo de 2015 | US Boulogne                                   | 1–1 (t. s.)(3-4 p.)        | Saint-Étienne                                   | Stade de la Libération, Boulogne-sur-Mer |                           |
|                    | Soubervie 80' (pen.)                          | Reporte                    | Corgnet 85'                                     | Árbitro(s): Frédy Fautrel                | Árbitro(s): Frédy Fautrel |
|                    |                                               | Tiros desde el punto penal |                                                 |                                          |                           |
|                    | Soubervie · Rolland · Jacques · Dia · Mercier |                            | Mollo · Perrin · Erdinç · Monnet-Paquet · Clerc |                                          |                           |

| 4 de marzo de 2015 | Paris Saint-Germain  | 2–0     | Monaco | Parc des Princes, París    |                            |
|                    | Luiz 3' · Cavani 52' | Reporte |        | Árbitro(s): Clément Turpin | Árbitro(s): Clément Turpin |

| 5 de marzo de 2015 | Stade Brestois 29                      | 0–0 (t. s.)(2-4 p.)        | AJ Auxerre                                              | Stade Francis-Le Blé, Brest |  |
|                    |                                        | Reporte                    |                                                         |                             |  |
|                    |                                        | Tiros desde el punto penal |                                                         |                             |  |
|                    | Adnane · Cuvillier · Courtet · Falette |                            | Gragnic · Puygrenier · Fontaine · Mulumba · Sammaritano |                             |  |

| 5 de marzo de 2015 | US Concarneau | 1–2     | Guingamp                    | Stade Guy Piriou, Concarneau |  |
|                    | Gourmelon 22' | Reporte | Mandanne 3' · Beauvue 90+2' |                              |  |

### Semifinales
Los partidos de semifinales se jugaron el 7 y el 8 de abril de 2015.
| 7 de abril de 2015 | AJ Auxerre     | 1–0     | Guingamp | Stade de l'Abbé Deschamps, Auxerre |  |
|                    | Samaritano 15' | Reporte |          |                                    |  |

| 8 de abril de 2015 | Paris Saint-Germain                            | 4–1     | Saint-Étienne | Parc des Princes, París |  |
|                    | Ibrahimović 21' (pen.) 81' 90+2' · Lavezzi 60' | Reporte | Hamouma 25'   |                         |  |

### Final
El partido de la final se jugó el 30 de mayo de 2015 en el Stade de France.
| 30 de mayo de 2015 | AJ Auxerre | 0:1 (0:0) | Paris Saint-Germain | Stade de France, París     |                            |
|                    |            | Reporte   | Cavani 64'          | Árbitro(s): Antony Gautier | Árbitro(s): Antony Gautier |

| Bandera de Isla de Francia  |
| Campeón Paris Saint-Germain |
| Noveno título               |